# Gare de Bugeat
La gare de Bugeat est une gare ferroviaire française de la ligne du Palais à Eygurande - Merlines située sur le territoire de la commune de Bugeat, dans le département de la Corrèze en région Nouvelle-Aquitaine.
Elle est mise en service en 1883 par l'administration des chemins de fer de l'État. C'est une gare de la Société nationale des chemins de fer français (SNCF), elle est desservie par des trains régionaux du réseau TER Nouvelle-Aquitaine.

## Situation ferroviaire
Établie à 682 mètres d'altitude, la gare de Bugeat est située au point kilométrique (PK) 458,617 de la ligne du Palais à Eygurande - Merlines, entre les gares ouvertes de Lacelle et de Pérols.

## Histoire
La gare de Bugeat est mise en service le 8 octobre 1883 par l'administration des chemins de fer de l'État lorsqu'elle ouvre à l'exploitation la section d'Eymoutiers à Meymac.
Le passage de la tempête Martin de décembre 1999, et son impact sur les forêts limousines, réactivent le projet d'une gare fret destinée à évacuer le bois abattu par l'événement climatique, mais la perspective économique n'a jamais été concrétisée. Le bâtiment inauguré en 2001 demeure inutilisé.

## Fréquentation
Selon les estimations de la SNCF, la fréquentation annuelle de la gare figure dans le tableau ci-dessous.
| Année               | 2015  | 2016  | 2017  | 2018  | 2019  | 2020  | 2021  | 2022  | 2023   |
| ------------------- | ----- | ----- | ----- | ----- | ----- | ----- | ----- | ----- | ------ |
| Nombre de voyageurs | 7 142 | 5 815 | 5 810 | 5 992 | 7 502 | 4 761 | 5 689 | 7 024 | 10 215 |

## Service des voyageurs

### Accueil
Gare SNCF, elle dispose d'un bâtiment voyageurs ouvert du lundi au dimanche et fermée les jours fériés. Le guichet a été transféré à la Maison France de service Public (bureau de poste) les lundis, mardis, vendredis et samedis.

### Desserte
Bugeat est desservie par les trains TER Nouvelle-Aquitaine de la relation Limoges-Bénédictins - Ussel (ligne L26). À Ussel une corresspondance en autocars permet de rejoindre la gare de Clermont-Ferrand.

### Intermodalité
Un parc pour les vélos et un parking pour les véhicules y sont aménagés.